# موزه هنرهای تزئینی
موزه هنرهای تزئینی (تهران)، یکی از موزه‌های استان تهران است. این موزه در سال ۱۳۳۸ ساخته شد و در ساعت چهار و‌نیم بعد از ظهر روز یکشنبه ۱۰ اردیبهشت ۱۳۴۰ افتتاح گردید. 
این موزه بوسیله اداره کل موزه‌ها و فرهنگ عامه هنرهای زیبای کشور در خیابان امیرکبیر تاسیس یافته و در ابتدا  شامل هشت سالن بزرگ بود که در آن متجاوز از ۱۲۰۰ قطعه اشیاء نفیس و عتیقه گنجانده شده است.
پایه موزه هنرهای تزئینی بر اساس اشیاء گردآوری شده عبدالله رحیمی بود ‌که شامل ۱۲۰۰ قطعه اشیاء مختلف می‌باشد و در آن زمان به وسیله‌ی هنرهای زیبای کشور خریداری شده بود.
بیش‌تر اشیاء جمع‌آوری شده، مربوط به سده دهم تا چهاردهم هجری قمری می‌باشد.

## ویژگی‌ها
ساختمان موزه چهارطبقه می‌باشد که هر طبقه آثار خاصی را شامل می‌شود. طبقه همکف نمایشگاه دائمی آثار موزه‌ای کاخ مرمر شامل منبت، معرق و خاتم کاری می‌باشد. طبقه اول بافته‌ها و دوخته‌های سنتی ایران و سوزن‌دوزی را در معرض دید قرار داده است. طبقه دوم پنج پخش مجزا دارد: بخش خاتم، بخش منبت، بخش لاکی، بخش فلز و بخش شیشه و طبقه سوم که انواع نقاشی‌ها و مینیاتورها را به نمایش گذاشته است.